# غلف ستريم جي 100
غلف ستريم جي 100 (بالإنجليزية: Gulfstream G100)‏ هي نفاثة أعمال، بأربعة مقاعد وثنائية المحرك. أنتجت في 2002 بالولايات المتحدة. من صناعة غلف ستريم الفضائية. تستخدم بشكل أساسي من قبل القوات الجوية الأمريكية. ومازالت في الخدمة حتى الآن.